# Notorious (chanson)
Pour les articles homonymes, voir Notorious.
Singles de Duran Duran
A View to a Kill
(1985) Skin Trade
(1987)
Notorious est une chanson du groupe Duran Duran sortie en single en 1986. C'est le premier extrait de l'album du même nom, également sorti en 1986.
C'est un immense succès mondial pour le groupe, qui est ici pour la première fois composé de seulement trois membres.

## Historique
Ce single marque les débuts du groupe comme trio, après les départs du batteur Roger Taylor et du guitariste Andy Taylor (même si ce dernier participera à certains morceaux de l'album, dont ce single).
Le groupe fait appel à Nile Rodgers, qui avait produit leur tube The Wild Boys sorti en 1984. C'est lui qui aura l'idée de l'introduction chantée (« No No... Notorious ! ») puis échantillonnée sur un synclavier avec un effet de réverb inversé.

## Clip
Le clip est tourné le 23 septembre 1986, sous la direction de Peter Kagan et Paula Greif. La plupart des images sont tournées en Super 8 en noir et blanc.
Paula Abdul a chorégraphié certains passages du clip. La top model américaine Christy Turlington apparait dans certaines scènes extérieurs de la vidéo. Une photographie de ces lieux sera d'ailleurs utilisée comme couverture de l'album.

## Liste des titres et différents formats
| 1. Notorious (45 Mix) - 3:58 2. Winter Marches On - 3:25 1. Notorious (Extended Mix) - 5:14 2. Notorious (45 Mix) - 3:58 3. Winter Marches On - 3:25 - Également édité en cassette en Nouvelle-Zélande. 1. Notorious (The Latin Rascals Mix) - 6:23 2. Notorious (45 Mix) - 3:58 3. Winter Marches On - 3:25 - Également édité en cassette 1. Notorious (45 Mix) - 3:58 2. Winter Marches On - 3:25 | 1. Notorious (Extended Mix) - 5:14 2. Notorious (45 Mix) - 3:58 3. Winter Marches On - 3:25 1. Notorious (The Latin Rascals Mix) - 6:23 2. Notorious (45 Mix) - 3:58 3. Winter Marches On - 3:25 1. Notorious (45 Mix) - 3:58 2. Winter Marches On - 3:25 3. Notorious (Extended Mix) - 5:14 4. Notorious (The Latin Rascals Mix) - 6:23 |

## Classements
Le single est un succès pour le groupe. En France, même si les ventes ne sont pas phénoménales, le titre sera très diffusé en radios et sera notamment n°1 du Hit NRJ.
| Pays et classement (1986)      | Meilleure position |
| ------------------------------ | ------------------ |
| Autriche (Ö3 Austria Top 40)   | 14                 |
| Canada[réf. nécessaire]        | 1                  |
| Europe (Eurochart Hot 100)     | 1                  |
| France (SNEP)                  | 37                 |
| Allemagne (Media Control AG)   | 5                  |
| Italie (FIMI)                  | 1                  |
| Suède (Sverigetopplistan)      | 2                  |
| Espagne (AFYVE)                | 2                  |
| Suisse (Schweizer Hitparade)   | 4                  |
| Norvège (VG-lista)             | 4                  |
| Royaume-Uni (UK Singles Chart) | 7                  |
| États-Unis (Billboard Hot 100) | 2                  |

## Crédits
Duran Duran
- Simon Le Bon : chant principal
- Nick Rhodes : claviers, synthétiseurs
- John Taylor : guitare basse

Autres
- Warren Cuccurullo : guitare
- Nile Rodgers : producteur, guitare
- Andy Taylor : guitare
- Daniel Abraham : ingénieur du son
- The Latin Rascals : remix
- Frank Olinsky : design de la pochette

## Utilisation dans la culture populaire
L'introduction de la chanson Notorious est samplée pour le single Notorious B.I.G. de The Notorious B.I.G. sorti en 2000 et présent sur l'album posthume Born Again.
On peut entendre la chanson dans le film Donnie Darko de Richard Kelly sorti en 2001.